# Vaszilij Vasziljevics Szmiszlov
 Ez a cikk a sakkjátszmák algebrai lejegyzését alkalmazza.
Vaszilij Vasziljevics Szmiszlov (oroszul: Василий Васильевич Смыслов, nemzetközileg ismert nevén Vassily Smyslov, Moszkva, 1921. március 24. – Moszkva, 2010. március 27.) orosz sakkozó, nemzetközi nagymester, 1957-től 1958-ig világbajnok, szenior sakkvilágbajnok (1991), teoretikus, nemzetközi sakkfeladványszerző versenybíró (1957).
Nyolc alkalommal volt világbajnokjelölt (1948, 1950, 1953, 1956, 1959, 1965, 1983 és 1985). Kétszer volt szovjet bajnok, 1949-ben és 1955-ben. A sakkolimpiákon 17 érmet nyert, ebből 13 arany. Az első sakkcsapat világbajnokságon győztes szovjet válogatott tagja (1985). Az öt európai csapatbajnokságon, amelyen részt vett, tíz aranyérmet szerzett.
2003-ban beválasztották a World Chess Hall of Fame (Sakkhírességek Csarnoka) tagjai közé.

## Élete és sakkpályafutása

### Fiatal évei
Hatéves korában apjától tanult meg sakkozni. Apja Vaszilij Oszipovics Szmiszlov (1881–1943), gazdasági mérnökként dolgozott, és erős sakkmesternek számított, egy ideig Csigorin tanítványa volt. 1912-ben a szentpétervári téli versenyen még Aljechint is legyőzte egy játszmában. A fiatal Szmiszlov apjától kapta Alekszandr Aljechin Мои лучшие партии (1908—1923) (Legjobb játszmáim 1908—1923) című könyvét, amely későbbi pályafutására nagy hatással volt.
A Moszkvai Úttörőház sakkszakkörébe járt. 14 éves korától kezdett versenyezni. Első komolyabb versenysikerét 1938-ban érte el, amikor megnyerte a Szovjetunió ifjúsági (iskolás) sakkbajnokságát. Még ugyanebben az évben az 1–2. helyen végzett Moszkva felnőtt bajnokságán.

### Első nagy eredményei
1940-ben a 12. szovjet sakkbajnokságon a 3. helyen végzett Lilienthal Andor és Igor Bondarevszkij mögött, megelőzve olyan neveket, mint Paul Keres, Iszaak Boleszlavszkij, Mihail Botvinnik és mások. 1941-ben a Szovjetunió abszolút sakkbajnokságán, amelyet minden idők legerősebb versenyének neveznek, a hat legerősebb szovjet versenyző négyfordulós körmérkőzésen mérte össze erejét. A 20 éves Szmiszlov a harmadik helyet szerezte meg Botvinnik és Keres mögött, megelőzve Boleszlavszkijt, Lilienthalt és Bondarevszkijt. A második világháború ideje alatt több szovjet versenyen ért el kiváló eredményt, és Botvinnik és Keres mögött a harmadik legerősebb versenyzőnek tartották.

### A világ élvonalában
A háború utáni első erős nemzetközi versenyen 1946-ban Groningenben a harmadik helyet szerezte meg Botvinnik és az exvilágbajnok Max Euwe mögött. Eredményei alapján a szovjet sakkvezetés Salo Flohr helyett őt jelölte az 1948-as sakkvilágbajnokságra, amelyen a világbajnoki címet szerző Mihail Botvinnik mögött a 2. helyet szerezte meg. Ezen kívül még hét alkalommal játszott a világbajnokjelöltségért folyó versenysorozatban, két alkalommal jutott be a döntőbe, és az 1957-es döntőt megnyerve világbajnoki címet szerzett. Címét egy évvel később az 1958-as visszavágón vesztette el. 61 évesen meglepetésre ismét a világbajnoki cím közelébe került, amikor az 1984-es világbajnoki ciklusban a világbajnokjelölti verseny döntőjéig jutott, és csak ott szenvedett vereséget a később világbajnoki címet szerző Garri Kaszparovtól.
1950-től kezdve jelentős számú nemzetközi versenyen vett részt, amelyek többségén az első három hely valamelyikén végzett. Csapatban is kiváló eredményeket ért el. Kilencszeres olimpiai bajnok, világbajnok, ötszörös Európa-bajnok. Ezeken a csapatversenyeken egyéni eredménye is kimagasló volt.
1991-ben megnyerte a 60 éven felüliek részére első alkalommal kiírt szenior sakkvilágbajnokságot.
2001-ben fejezte be a versenyzést. 2010-ben szívelégtelenség miatt halt meg Moszkvában.

### Játékereje
Az 1940. októbertől 1970. szeptemberig a világ első 10 játékosa között szerepelt a világranglistán. 1983. decembertől 1984. májusig ismét visszakerült a világ 10 legjobb játékosa közé. 1952. január és 1958. szeptember között 59 hónapban állt a világranglista élén. Legmagasabb értékszáma a Chessmetrics historikus pontszámítása szerint 2800 volt, amelyet 1956. szeptemberben ért el.

## Egyéni versenyeredményei

### Szereplései a világbajnokságokon
Az 1948-as sakkvilágbajnokságra eredményei alapján a szovjet szakvezetés Salo Flohr helyett jelölte. A bizalmat meghálálta, mert a világbajnoki címet szerző Mihail Botvinnik mögött a 2. helyet szerezte meg.
Az 1951-es sakkvilágbajnoksági ciklusban az 1950-ben Budapesten rendezett világbajnokjelöltek versenyén David Bronstejn és Iszaak Boleszlavszkij mögött a 3. helyen végzett.
Az 1954-es sakkvilágbajnokság versenysorozatában az 1953-ban Zürichben rendezett világbajnokjelölti versenyen két pont előnnyel szerezte meg az 1. helyet, és így ő mérkőzhetett a világbajnokságért Botvinnikkal. Az 1954-ben Moszkvában rendezett világbajnoki döntő párosmérkőzés 12–12-es döntetlennel ért véget, ezzel Botvinnik megvédte címét.
Az 1957-es sakkvilágbajnokság versenysorozatában ismét meggyőző, másfél pontos előnnyel végzett az 1. helyen az 1956-ban Amszterdamban rendezett világbajnokjelöltek versenyén, és másodszor is megmérkőzhetett Botvinnikkal a világbajnoki címért. Az 1957-ben Moszkvában rendezett világbajnoki döntő párosmérkőzésen 12,5–9,5 (+6 -3 =13) arányú győzelmet aratott, ezzel elhódította a világbajnoki címet.
A visszavágó párosmérkőzésre 1958-ban Moszkvában került sor, amelyen Botvinnik 12,5–10,5 (+7 -5 =11) arányú győzelme révén visszaszerezte a sakkvilágbajnoki címet.
Az 1960-as sakkvilágbajnoksági ciklusban a Jugoszlávia több városában rendezett világbajnokjelölti versenyen a 4. helyet szerezte meg.
Az 1966-os sakkvilágbajnoksági ciklusban az 1. helyen végzett az Amszterdamban rendezett zónaközi versenyen, s ezzel továbbjutott a világbajnokjelölti versenysorozatnak a legjobb nyolc versenyző részvételével zajló egyenes kieséses szakaszába. A negyeddöntőben 1965-ben Moszkvában Jefim Gellertől 5,5–2,5 arányú vereséget szenvedett, ezzel kiesett a további versenyből.
Hosszú szünet után az 1982/84-es világbajnoki ciklusban a szovjet sakkszövetség szabadkártyájával indulhatott el az akkor már 61 éves Szmiszlov ismét a világbajnokságért folyó küzdelemsorozaton. A bizalmat meghálálta, mert az 1982-ben Las Palmasban rendezett zónaközi versenyen Ribli Zoltán mögött a 2. helyen végezve továbbjutott a világbajnokjelölti versenysorozat egyenes kieséses párosmérkőzéses szakaszába. További nagy meglepetések sorozatát okozva itt először a német Hübner ellen ért el kétszeri rájátszás után 7–7-es döntetlent, és a szerencse a sorsoláson neki kedvezett. Az elődöntőben ezután azonban már tiszta győzelmet aratott Ribli Zoltán ellen 6,5–4,5 arányban, és csak a döntőt vesztette ela később a világbajnoki címet is megszerző Garri Kaszparov ellen 8,5–4,5-re.
Az 1985/87-es világbajnoki ciklusban az előző ciklus világbajnokjelölti versenyének döntőseként közvetlenül a világbajnokjelöltek versenyén indulhatott, amelyet 1985-ben Montpellierben rendeztek. Ezen a versenyen a 16 versenyző közül az első négy versenyző jutott tovább az egyenes kieséses szakaszba. Szmiszlov a 8. helyen végzett.

### Kiemelkedő versenyeredményei
Szmiszlov összes versenyeredménye összegyűjtve megtalálható a Smyslov_record nevű google dokumentumban. Az alábbi táblázat csak a legfontosabbakat tartalmazza.
| Év      | Verseny megnevezése                                    | +  | - | =  | Hely |
| ------- | ------------------------------------------------------ | -- | - | -- | ---- |
| 1938    | Szovjet iskolásbajnokság                               | 7  | 1 | 2  | 1.   |
|         | Moszkva bajnoksága                                     | 10 | 2 | 5  | 1-2. |
|         | Moszkva bajnoksága                                     | 7  | 2 | 4  | 2-3. |
| 1940    | Moszkva, 12. szovjet bajnokság                         | 8  | 1 | 10 | 3.   |
| 1942    | Kujbisev                                               | 7  | 2 | 2  | 2.   |
|         | Moszkva bajnoksága                                     | 10 | 1 | 4  | 1.   |
| 1943    | Moszkva bajnoksága                                     | 7  | 0 | 9  | 2.   |
| 1944    | Moszkva, 13. szovjet bajnokság                         | 8  | 3 | 5  | 2.   |
| 1946    | Groningen, nemzetközi verseny                          | 7  | 1 | 11 | 3.   |
| 1947    | Leningrád, 15. szovjet bajnokság                       | 7  | 2 | 10 | 3-4. |
|         | Varsó, nemzetközi verseny                              | 4  | 1 | 4  | 2-5. |
|         | Moszkva, Csigorin-emlékverseny                         | 6  | 1 | 8  | 3-4. |
| 1948    | Hága–Moszkva, 1948-as sakkvilágbajnokság               | 6  | 4 | 10 | 2.   |
| 1949    | Moszkva, 17. szovjet bajnokság                         | 9  | 2 | 8  | 1-2. |
| 1950    | Budapest, Világbajnokjelöltek versenye                 | 5  | 3 | 10 | 3.   |
|         | Velence, nemzetközi verseny                            | 9  | 0 | 6  | 2.   |
| 1951    | Leningrád, Csigorin-emlékverseny                       | 7  | 0 | 6  | 1.   |
| 1952    | Budapest, Maróczy-emlékverseny                         | 8  | 3 | 6  | 3-5. |
| 1953    | Bukarest, nemzetközi verseny                           | 7  | 1 | 11 | 3.   |
|         | Zürich, Világbajnokjelöltek versenye                   | 9  | 1 | 18 | 1.   |
| 1954    | Moszkva, Világbajnoki párosmérkőzés Botvinnikkal       | 7  | 7 | 10 |      |
| 1954/55 | Hastings, nemzetközi verseny                           | 5  | 0 | 4  | 1-2. |
| 1955    | Zágráb, nemzetközi verseny                             | 10 | 0 | 9  | 1.   |
|         | Moszkva, 22. szovjet bajnokság                         | 7  | 2 | 10 | 1-2. |
| 1956    | Amszterdam, Világbajnokjelöltek versenye               | 6  | 1 | 11 | 1.   |
|         | Moszkva, Aljechin-emlékverseny                         | 7  | 0 | 8  | 1-2. |
| 1957    | Moszkva, Világbajnoki párosmérkőzés Botvinnikkal       | 6  | 3 | 13 |      |
| 1958    | Moszkva, Világbajnoki visszavágó mérkőzés Botvinnikkal | 5  | 7 | 11 |      |
| 1959    | Bled—Zágráb—Belgrád, Világbajnokjelöltek versenye      | 9  | 7 | 12 | 4.   |
|         | Moszkva, A Központ Sakk Klub I. nemzetközi versenye    | 3  | 0 | 8  | 1-3. |
| 1960    | Moszkva, A Központ Sakk Klub II. nemzetközi versenye   | 6  | 0 | 5  | 1-2. |
| 1961    | Moszkva, A Központ Sakk Klub III. nemzetközi versenye  | 4  | 0 | 7  | 1-2. |
|         | Dortmund, nemzetközi verseny                           | 4  | 1 | 6  | 2-3. |
| 1962    | Mar del Plata, nemzetközi verseny                      | 5  | 1 | 9  | 2-3. |
| 1962/63 | Hastings, nemzetközi verseny                           | 3  | 0 | 6  | 3.   |
| 1963    | Moszkva, A Központ Sakk Klub nemzetközi versenye       | 8  | 0 | 7  | 1.   |
|         | Szocsi, Csigorin-emlékverseny                          | 4  | 1 | 6  | 2.   |
| 1963/64 | Stockholm, nemzetközi verseny                          | 7  | 0 | 1  | 1.   |
| 1964    | Amszterdam, Zónaközi verseny                           | 11 | 0 | 12 | 1-4. |
|         | Havanna, Capablanca-emlékverseny                       | 11 | 0 | 10 | 1-2. |
| 1965    | Havanna, Capablanca-emlékverseny                       | 13 | 3 | 5  | 1.   |
|         | Santiago, nemzetközi verseny                           | 9  | 0 | 4  | 1.   |
| 1966    | Mar del Plata, nemzetközi verseny                      | 7  | 0 | 8  | 1.   |
|         | Poljanica Zdroj, nemzetközi verseny                    | 8  | 0 | 6  | 1.   |
| 1967    | Monte-Carlo, nemzetközi verseny                        | 4  | 1 | 5  | 2.   |
|         | Moszkva, nemzetközi verseny                            | 4  | 1 | 12 | 2-5. |
|         | Havanna, Capablanca-emlékverseny                       | 8  | 1 | 10 | 3.   |
|         | Moszkva, jubileumi verseny                             | 5  | 0 | 6  | 1-2. |
|         | Palma de Mallorca, nemzetközi verseny                  | 9  | 1 | 7  | 2-3. |
| 1968    | Monte-Carlo, nemzetközi verseny                        | 4  | 0 | 9  | 3-4. |
|         | Poljanica Zdroj, Rubinstein-emlékverseny               | 9  | 1 | 5  | 1.   |
| 1968/69 | Hastings, nemzetközi verseny                           | 7  | 1 | 3  | 1.   |
| 1969    | Monte-Carlo, nemzetközi verseny                        | 5  | 0 | 6  | 1-2. |
|         | Szkopje, nemzetközi verseny                            | 5  | 0 | 10 | 3-5. |
|         | Moszkva, 37. szovjet bajnokság                         | 6  | 1 | 15 | 3-5. |
| 1970    | Rovinj—Zágráb, nemzetközi verseny                      | 6  | 1 | 10 | 2-5. |
|         | Palma de Mallorca, nemzetközi verseny                  | 7  | 3 | 13 | 3.   |
| 1971    | Amszterdam, nemzetközi verseny                         | 5  | 0 | 10 | 1.   |
|         | Leningrád, 39. szovjet bajnokság                       | 6  | 0 | 15 | 2-3. |
|         | Moszkva, Aljechin-emlékverseny                         | 4  | 0 | 13 | 3.   |
| 1972    | Las Palmas, nemzetközi verseny                         | 8  | 1 | 6  | 2-3. |
| 1973    | Cienfuegos, nemzetközi verseny                         | 12 | 0 | 9  | 1.   |
| 1974    | Reykjavik, nemzetközi verseny                          | 10 | 0 | 4  | 1.   |
|         | Velence, nemzetközi verseny                            | 5  | 0 | 8  | 2.   |
| 1975    | Teesside, nemzetközi verseny                           | 4  | 1 | 9  | 2.   |
|         | Szolnok, nemzetközi verseny                            | 5  | 0 | 9  | 1.   |
| 1976    | Lon Pine, nemzetközi verseny                           | 3  | 0 | 4  | 2-9. |
| 1977    | Leningrád, nemzetközi verseny                          | 4  | 0 | 13 | 3.   |
| 1978    | Sao Paolo, nemzetközi verseny                          | 6  | 0 | 7  | 1.   |
|         | Buenos Aires, nemzetközi verseny                       | 4  | 0 | 9  | 2-4. |
| 1979    | Berlin, nemzetközi verseny                             | 6  | 0 | 9  | 1-2. |
| 1980    | Buenos Aires, nemzetközi verseny                       | 6  | 0 | 3  | 1-4. |
|         | Linz, nemzetközi verseny                               | 5  | 0 | 4  | 3-6. |
|         | Koppenhága, nemzetközi verseny                         | 6  | 0 | 3  | 1-2. |
|         | Baguio, nemzetközi verseny                             | 4  | 0 | 7  | 2.   |
|         | Bar, nemzetközi verseny                                | 6  | 1 | 6  | 2.   |
| 1981    | Moszkva, nemzetközi verseny                            | 3  | 1 | 9  | 2-4. |
| 1981/82 | Hastings, nemzetközi verseny                           | 3  | 0 | 10 | 2-3. |
| 1982    | Las Palmas, nemzetközi verseny                         | 6  | 2 | 5  | 2.   |
| 1984    | Graz, nemzetközi verseny                               | 6  | 0 | 6  | 1.   |
| 1986    | Koppenhága, nemzetközi verseny                         | 5  | 1 | 4  | 1-4. |
| 1986/87 | Reggio Emilia, nemzetközi verseny                      | 1  | 0 | 10 | 2-5. |
|         | Róma, nemzetközi verseny                               | 3  | 0 | 6  | 1-3. |
| 1988    | London, nemzetközi verseny                             | 5  | 0 | 5  | 3-6. |
| 1988/89 | Hastings, nemzetközi verseny                           | 2  | 1 | 11 | 3-5. |
| 1989    | Groningen, nemzetközi verseny                          | 2  | 1 | 6  | 3-6. |
| 1990    | Beér-Seva, nemzetközi verseny                          | 0  | 0 | 9  | 2-3. |
|         | Buenos Aires, nemzetközi verseny                       | 5  | 0 | 8  | 1-2. |
|         | Róma, nemzetközi verseny                               | 4  | 0 | 5  | 2-7. |
| 1991    | Gelsenkirchen, nemzetközi verseny                      | 3  | 1 | 7  | 3.   |
|         | Moszkva, 70.születésnapjára rendezett verseny          | 2  | 1 | 6  | 3-5. |
|         | Bad Wörishofen, szenior világbajnokság                 | 6  | 0 | 5  | 1.   |
| 1993    | Buenos Aires, nemzetközi verseny                       | 2  | 0 | 9  | 2-4. |
| 1994    | Amszterdam, Donner-emlékverseny                        | 2  | 0 | 7  | 1-3. |
| 1997    | Malmö                                                  | 1  | 0 | 8  | 2-6. |
| 1999    | Moszkva, Petroszján-emlékverseny                       | 0  | 0 | 9  | 3-8. |

## Eredményei csapatban

### Olimpiai szereplései
1952–1972 között 9 sakkolimpián szerepelt a szovjet válogatottban, amelyeken 113 partit játszott és 90 pontot szerzett. 69 győzelmet aratott, 42 döntetlent ért el, és mindössze csak 2 alkalommal szenvedett vereséget. Teljesítménye 79,6%-os. Csapatban 9 aranyérmet, emellett még egyénileg 4 arany, 2 ezüst és 2 bronzérmet szerzett a tábláján elért eredményei alapján. A 17 olimpiai érem a második legtöbb a sakkolimpiák történetében, egyedül Garri Kaszparov szerzett nála többet, 19-et.
| Év   | Olimpia         | Helyszín                | Tábla    | Győzelem | Vereség | Döntetlen | %    | Helyezés csapat | Helyezés egyéni |
| 1952 | 10. sakkolimpia | Helsinki ( Finnország)  | 2.       | 8        | 0       | 5         | 80,8 | Aranyérem       | Aranyérem       |
| 1954 | 11. sakkolimpia | Amszterdam ( Hollandia) | 2.       | 6        | 0       | 6         | 75   | Aranyérem       | Bronzérem       |
| 1956 | 12. sakkolimpia | Moszkva ( Szovjetunió)  | 2.       | 5        | 1       | 7         | 65,4 | Aranyérem       | 4.              |
| 1958 | 13. sakkolimpia | München ( NSZK)         | 2.       | 7        | 0       | 5         | 79,2 | Aranyérem       | Ezüstérem       |
| 1960 | 14. sakkolimpia | Lipcse ( NDK)           | 1. tart. | 10       | 0       | 3         | 88,5 | Aranyérem       | Aranyérem       |
| 1964 | 16. sakkolimpia | Tel-Aviv ( Izrael)      | 3.       | 10       | 1       | 2         | 84,6 | Aranyérem       | Aranyérem       |
| 1968 | 18. sakkolimpia | Lugano ( Svájc)         | 2. tart. | 10       | 0       | 2         | 91,7 | Aranyérem       | Aranyérem       |
| 1970 | 19. sakkolimpia | Siegen ( Németország)   | 1. tart. | 5        | 0       | 6         | 72,7 | Aranyérem       | Bronzérem       |
| 1972 | 20. sakkolimpia | Szkopje ( Jugoszlávia)  | 3.       | 8        | 0       | 6         | 78,6 | Aranyérem       | Ezüstérem       |

### Csapatvilágbajnokság
Az 1985-ös sakkcsapat világbajnokságon a szovjet válogatott tagjaként a 6. táblán (+2 -0 =3) 70%-os eredménnyel csapatban is és egyénileg is aranyérmet szerzett.

### Európa-bajnokság
1957–1973 között öt alkalommal vett részt a szovjet válogatott tagjaként a sakkcsapat Európa-bajnokságon, mind az öt alkalommal csapatban és egyéniben is aranyérmet szerzett. Teljesítménye: 19 győzelem és 15 döntetlen mellett mindössze 1 vereség, 75,7%.

| Év   | Európa-b.                      | Helyszín                  | Tábla | Győzelem | Vereség | Döntetlen | %    | Helyezés csapat | Helyezés egyéni |
| 1957 | 1. Sakkcsapat Európa-bajnokság | Bécs ( Ausztria)          | 1.    | 2        | 1       | 3         | 58,3 | Aranyérem       | Aranyérem       |
| 1961 | 2. Sakkcsapat Európa-bajnokság | Oberhausen ( Németország) | 5.    | 7        | 0       | 2         | 88,9 | Aranyérem       | Aranyérem       |
| 1965 | 3. Sakkcsapat Európa-bajnokság | Hamburg ( Németország)    | 4.    | 3        | 0       | 6         | 66,7 | Aranyérem       | Aranyérem       |
| 1970 | 4. Sakkcsapat Európa-bajnokság | Kapfenberg ( Ausztria)    | 5.    | 4        | 0       | 2         | 83,3 | Aranyérem       | Aranyérem       |
| 1973 | 5. Sakkcsapat Európa-bajnokság | Bath ( Anglia)            | 6.    | 3        | 0       | 2         | 80   | Aranyérem       | Aranyérem       |

### Szovjet csapatbajnokság
1948–1979 között 9 alkalommal vett részt Moszkva csapatában a Szovjetunió csapatbajnokságán, ezeken csapatban 4 arany, 3 ezüst és 1 bronzérmet, egyéniben 1 arany és 3 ezüstérmet szerzett. A 64 játszmából 24 alkalommal győzött, 31-szer végzett döntetlenül és 6 vereséget szenvedett, teljesítménye 64,8% volt.

### Szovjet Kupa
A sakkcsapatok kupájában a Burevesztnyik csapatával 1961–1976 között csapatban 5 arany, 1 ezüst, egyéniben 1 arany és 1 bronzérmet szerzett. Eredménye 46 játszmából 14 győzelem, 23 döntetlen és 9 vereség, 55,4%.

## Sakkelméleti munkássága
Több megnyitási változat is őrzi nevét.
- Spanyol megnyitás, Szmiszlov-változat (Fianchetto) (ECO C60): 1.e4 e5 2. Hf3 Hc6 3.Fb5 g6
- Angol megnyitás, Modern (Szmiszlov)-változat (ECO A22): 1.c4 e5 2.Hc3 Hf6 3.g3 Fb4
- Angol megnyitás, Szmiszlov-védelem (ECO A17): 1.c4 Hf6 2.Hc3 d5 3.cxd5 Hxd5 4.g3 g6 5.Fg2 Hxc3
- Caro-Kann védelem, Szmiszlov-változat (ECO B17): 1.e4 c6 2.d4 d5 3.Hc3 dxe4 4.Hxe4 Hd7 5.Fc4 Hgf6 6.Hg5 e6 7.Ve2 Hb6
- Elfogadott vezércsel, klasszikus védelem, Szmiszlov-változat (ECO D29): 1.d4 d5 2.c4 dxc4 3.Hf3 Hf6 4.e3 e6 5.Fxc4 c5 6.O-O a6 7.Ve2 b5 8.Fb3 Fb7 9.Bd1 Hbd7 10.Hc3 Fd6
- Angol megnyitás, Szmiszlov-változat (ECO A21): 1.c4 e5 2. Hc3 d6 3.Hf3 Fg4
- Grünfeld-védelem, Szmiszlov-változat (ECO D80): 1.d4 Hf6 2.c4 g6 3.Hc3 d5 4.e3 Fg7 5.Hf3 O-O 6.Fd3 c6 7.O-O Fg4
- Grünfeld-védelem, Szmiszlov-változat (ECO D98): 1.d4 Hf6 2.c4 g6 3.Hc3 d5 4.Hf3 Fg7 5.Vb3 dxc4 6.Vxc4 O-O 7.e4 Fg4
- Királyindiai védelem, Szmiszlov-változat (ECO E61): 1.d4 Hf6 2.c4 g6 3.Hc3 Fg7 4.Fg5
- Királyindiai védelem, Szmiszlov-változat (ECO E61): 1.d4 Hf6 2.c4 g6 3.Hc3 Fg7 4.Hf3 d6 5.Fg5
- Nimzoindiai védelem, Szmiszlov-változat (ECO E48): 1.d4 Hf6 2.c4 e6 3.Hc3 Fb4 4.e3 O-O 5.Fd3 d5 6.Hf3 c5 7.O-O dxc4 8.Fxc4 Ve7
- Nimzoindiai védelem, Szmiszlov-változat (ECO E55): 1.d4 Hf6 2.c4 e6 3.Hc3 Fb4 4.e3 O-O 5.Hf3 d5 6.Fd3 c5 7.O-O dxc4 8.Fxc4 Ve7
- Vezércsel, Szmiszlov-változat (ECO D25): 1.d4 d5 2.c4 dxc4 3.Hf3 Hf6 4.e3 g6
- Spanyol megnyitás, Szmiszlov-változat (ECO C93): 1.e4 e5 2.Hf3 Hc6 3.Fb5 a6 4.Fa4 Hf6 5.O-O Fe7 6.Be1 b5 7.Fb3 d6 8.c3 O-O 9.h3 h6
- Szláv védelem, Szmiszlov-változat (ECO D16): 1.d4 d5 2.c4 c6 3.Hf3 Hf6 4.Hc3 dxc4 5.a4 Ha6
- Zukertort-védelem, Szmiszlov-változat (ECO A05): 1.Hf3 Hf6 2.g3 g6 3.b4

## Sakkfeladványszerző munkássága
1936-tól kezdve jelentetett meg sakkfeladványokat. 1957-től a FIDE nemzetközi sakkfeladványszerző versenybírója volt. Élete utolsó tíz évében végjátéktanulmányokat készített és jelentetett meg. 80 éves korában adta ki Мои этюды tanulmánykönyvét.

## Magánélete
58 éven keresztül élt házasságban feleségével Nagyezsda Andrejevna Szmiszlovával (1918–2010). Gyermekük nem született. A felesége első házasságából született nevelt fia Vlagyimir Szelimanov, aki szintén jól sakkozott, 1957-ben az U20 junior sakkvilágbajnokságon Torontóban a 4. helyen végzett, fiatalon elhunyt (1939–1960).
Képzett operaénekes volt. Több éven át tanult Konsztantyin Vasziljevics Szlobin professzornál, és lírai baritonjával énekversenyeken is részt vett. Saját elmondása szerint sakk karrierjére pozitívan hatott, hogy 1950-ben elbukott a Bolsoj színház meghallgatásán. A versenyek fogadásain gyakran énekelt bariton hangján, és ilyenkor időnként Mark Tajmanov nagymester, zongoraművész kísérte. 75. ls 80. születésnapján is a Moszkvai Konzervatórium nagytermében szimfonikus zenekari kísérettel léphetett fel. Anatolij Karpov 50. születésnapján Moszkvában a Bolsoj színházban adott koncertet a tiszteletére. Két lemeze is megjelent.

## Kitüntetései
- Орден «За заслуги перед Отечеством» („A haza szolgálatáért” érdemrend) IV fokozat (1996. április 23.) — az oroszországi sakkozás jelentős népszerűsítéséért[50]
- Lenin-rend (1957)
- Орден Дружбы народов (Népek barátsága-érdemrend) (1981)

## Megjelent művei
Orosz nyelven
- Избранные партии. — М: Физкультура и спорт, 1952. 153 с.
- Теория ладейных окончаний. — М.: Физкультура, 1957. 215 с. В соавторстве с Г. Я. Левенфишем.
- В поисках гармонии. — М.: Физкультура и спорт, 1979. 238 с (Выдающиеся шахматисты мира).
- Летопись шахматного творчества. — М.: ТОО «Институт Леонардо», 1993. 791, [4] с. ISBN 5-86627-002-1.
- Мои этюды. — М.: 64, 2001. 150, [1] с. ISBN 5-94046-001-1.
- Тайны ладейного эндшпиля. — М.: Астрель, АСТ, Транзиткнига; 2003. 95 [1] с. ISBN 5-17-019826-4, ISBN 5-271-06921-4, ISBN 5-9578-0301-4.
- Наука побеждать. — М.: Этерна, 2008. — 240 с. ISBN 978-5-480-00187-7

Német nyelven
- Ausgewählte Partien, Sportverlag, Berlin 1954
- Theorie und Praxis der Turmendspiele, társszerző: Grigorij Löwenfisch, 1985
- „Auf der Suche nach Harmonie“, 1979
- Meine 130 schönsten Partien von 1938–1984, Schachverlag Rudi Schmaus, Heidelberg 1988
- Die Kunst des Endspiels, Bock und Kübler, Berlin-Fürstenwalde 1996, ISBN 3-86155-076-8
- Geheimnisse des Turmendspiels, Olms, Hombrechtikon und Zürich 2006, ISBN 3-283-00520-6 (Praxisschach 74)

Angol nyelven
- My Best Games of Chess 1936-57, ins Englische und überarbeitet von Peter Clarke, mit einer Biographie Smyslows von P.A. Romanovsky, Routledge & Kegan Paul
- 125 Selected Games, ins Englische von Ken Neal, Pergamon Press, 1983
- Vasily Smyslov (2003) Smyslov's Best Games, Volume 1: 1935–1957 (Moravian Chess Publishing House)
- Vasily Smyslov (2003) Smyslov's Best Games, Volume 2: 1958–1995 (Moravian Chess Publishing House)
- Vasily Smyslov (1997) Endgame Virtuoso (Cadogan)
- Vasily Smyslov (1995) Smyslov's 125 Selected Games (modern kiadás, Everyman Chess)
- Grigory Levenfish and Vasily Smyslov (1971) Rook Endings (Batsford Edition)

## Róla szóló irodalom
- Каспаров Г. К.: Мои великие предшественники. Т. 2. От Эйве до Таля. — М.: РИПОЛ классик, 2005. ISBN 5-7905-2239-4.
- Arne Moll: 7th World Champion Vasily Smyslov dies at 89, 2010. március 27.
- Stanley Kubrick a 2001: Űrodüsszeia című filmben az egyik orosz csillagászt, Andrej Szmiszlovot, róla nevezte el.

## Nevezetes játszmái
- Tigran Petrosian vs Vasily Smyslov, USSR Championship, Moscow 1949, Szicíliai védelem, scheveningeni változat (B84), 0 – 1 A két leendő világbajnok első találkozása. Szmiszlov precíz pozíciós játékkal győz.
- Vasily Smyslov vs Efim Geller, USSR Championship, Moscow 1951, Szicíliai védelem, zárt változat (B26), 1 – 0 Szmiszlov gyakran játszotta a zárt voltozatot, és sok fontos újítást hozott benne.
- Paul Keres vs Vasily Smyslov, Zurich Candidates' Tournament 1953, Angol megnyitás, Anglo-indiai védelem. Hedgehog rendszer (A17) 0–1 Szmiszlov leszereli Keres nagyon veszélyes támadását, és ezzel nagy lépést tesz a verseny megnyerése felé.
- Vasily Smyslov vs Mikhail Botvinnik, World Championship Match, Moscow 1954, 9. játszma, Francia védelem, Winawer-változat (C17), 1–0 Szmiszlov a világbajnok kedvenc változatát játszva győz.
- Mikhail Botvinnik vs Vasily Smyslov, World Championship Match, Moscow 1954, 14. játszma, Királyindiai védelem, Fianchetto változat (E68), 0–1 Az egyik legmélyebb otthoni elemzés eredménye. Nagyon szép győzelem, amely alapjaiban változtatta meg a véleményt erről a változatról.
- Vasily Smyslov vs David Bronstein, Candidates' Tournament, Amsterdam 1956, Angol megnyitás (A34), 1–0 A két éllovas játszmájából Szmiszlov kerül ki nyertesen, és az élre áll.
- Vasily Smyslov vs Mikhail Tal, Candidates' Tournament, Yugoslavia 1959, Szicíliai védelem, Najdorf / Opecensky változat (B92), 1–0 Ez volt az első találkozásuk, és a fiatal csillag Tal éles leckét kap a veterán játékostól. *Robert Fischer vs Vasily Smyslov, Candidates' Tournament, Yugoslavia 1959, Szicíliai védelem, Fischer / Szozin változat (B86), 0–1 A 16 éves Fischer titkos fegyverként hozta ezt a változatot, de Szmiszlov rámutat a hibákra.
- Vasily Smyslov vs Boris Spassky, Moscow vs Leningrad team match 1960, Aljechin-védelem (B05), 1–0 Szpasszkij a ritka Aljechin-védelmet választotta, és nagyon gyorsan vesztett. *Vasily Smyslov vs Anatoly Karpov, USSR Championship, Leningrad 1971, Angol megnyitás / Vezércsel (A34), 1–0 Karpov a szárnyaló fiatal csillag, de ebben a játszmában csak 29 lépésig bírta a 30 évvel idősebb Szmiszlov ellen.
- Vasily Smyslov vs Garry Kasparov, Soviet Olympiad Training tournament (?) 1980, Szicíliai védelem, scheveningeni változat (B84), 1–0 Szmiszlov 42 évvel idősebb volt Kaszparovnál, mégis precíz győzelmet mutat be a jövő világbajnoka ellen